# Quintã de Pêro Martins
Quintã de Pêro Martins ist ein Ort und eine ehemalige Gemeinde (Freguesia) im portugiesischen Kreis Figueira de Castelo Rodrigo. Die Gemeinde hatte 146 Einwohner (Stand 30. Juni 2011).
Am 29. September 2013 wurden die Gemeinden Quintã de Pêro Martins, Freixeda do Torrão, Almofala und Penha de Águia zur neuen Gemeinde União das Freguesias de Freixeda do Torrão, Quintã de Pêro Martins e Penha de Águia zusammengeschlossen.